# Syméon II de Jérusalem
Syméon II (ou Siméon, ou Simon) est patriarche melkite de Jérusalem au temps de la première croisade (fin du XIe siècle).
Les dates de son pontificat sont très incertaines. Il succéda à Euthyme Ier en 1085 ou 86 selon Anton Michel, en 1089 selon Venance Grumel. Il participa au synode des Blachernes (fin 1094 ou début 1095), qui régla la crise ouverte par la confiscation des biens d'Église décidée par Alexis Comnène en 1081 et les accusations d'iconoclasme lancées par le métropolite Léon de Chalcédoine.
Selon des chroniqueurs occidentaux, Pierre l'Ermite aurait fait un pèlerinage à Jérusalem en 1093 ou 1094 et aurait eu une entrevue avec le patriarche Syméon qui lui aurait remis des lettres pour le pape ; il aurait constaté à quel point les Turcs (les Seljoukides de Damas), qui occupaient la ville sainte depuis 1071, y maltraitaient même le pontife. Cependant la réalité de cet épisode a été fortement mise en doute par des historiens modernes.
Après sa participation au synode de Constantinople, Syméon regagna son siège. Fin 1097, alors que les croisés étaient arrivés devant Antioche, il rédigea une lettre conjointement avec le légat pontifical Adhémar de Monteil, puis une autre le 15 janvier 1098 avec des clercs grecs et latins de Jérusalem. Ensuite (selon les chroniqueurs occidentaux), il se serait réfugié à Chypre d'où il aurait contribué au ravitaillement de l'armée des croisés (alors qu'elle assiégeait toujours Antioche, donc avant juin 1098).
Selon Albert d'Aix, Syméon serait mort à Chypre avant la prise de Jérusalem par les croisés le 15 juillet 1099. En revanche, Michel le Syrien rapporte qu'il assista à la prise de la ville, et Matthieu d'Édesse prétend qu'il était toujours en vie en 1101 (au moment d'un miracle qui se serait produit cette année-là au Saint-Sépulcre). En tout cas son successeur, sous le nom de Jean VII ou Jean VIII, fut le métropolite de Tyr, qui s'était réfugié à Jérusalem au moment de la prise de sa ville par les Fatimides d'Égypte (mai 1097) ; comme il semble avoir été élu sous administration musulmane, il l'a peut-être été avant la mort de Syméon, après la fuite de ce dernier à Chypre.
On conserve du patriarche Syméon un traité sur les azymes.    